# Empoli Ladies FBC 2020-2021
Questa voce raccoglie le informazioni riguardanti la Società Sportiva Dilettantistica Empoli Ladies FBC nelle competizioni ufficiali della stagione 2020-2021.

## Stagione
La stagione 2020-2021 dell'Empoli, la seconda consecutiva in Serie A, è partita con l'annuncio di Alessandro Spugna quale nuovo allenatore della squadra, prendendo il posto di Alessandro Pistolesi. Il 28 aprile 2021, a cavallo tra la 18ª e la 19ª giornata di campionato, la società ha sollevato dall'incarico l'allenatore Spugna, sostituendolo con Fabio Ulderici
L'Empoli ha concluso la stagione di Serie A al sesto posto in classifica con 31 punti conquistati in 22 giornate, frutto di 9 vittorie, 4 pareggi e 9 sconfitte. In Coppa Italia l'Empoli ha prima superato la fase a gironi vincendo a punteggio pieno il girone con Ravenna e ChievoVerona FM, per poi essere eliminato nei quarti di finale dalla Juventus.

## Divise e sponsor
La tenuta di gioco è la stessa dell'Empoli maschile. lo sponsor tecnico per la stagione 2020-2021 è Kappa. Il main sponsor è Computer Gross, azienda che distribuisce prodotti e servizi di informatica e telecomunicazione. Il secondo sponsor è Sammontana per quanto riguarda le partite casalinghe mentre per quanto riguarda le trasferte lo sponsor è Massimo Logli. Sul retro maglia, al di sotto della numerazione, appare il terzo sponsor Giletti Filati mentre Tenute Piccini è lo sponsor di manica.
| Casa | Trasferta | Terza Divisa | Centenario |

## Organigramma societario
Ruoli dirigenziali e staff tecnico come da sito societario.
Area amministrativa
- Presidente: Rebecca Corsi
- Vice Presidente: Gianmarco Lupi
- Consigliere di amministrazione: Stefano Calistri
- Direttore sportivo: Marco Landi
- Team manager: Domenico Aurelio
- Addetto stampa: Jacopo Mancini

Area tecnica
- Allenatore: Alessandro Spugna, dal 28 aprile 2021 Fabio Ulderici
- Preparatore dei portieri: Giuseppe Martino
- Preparatori atletici: Marco Masoni, Benedetta Greco
- Fisioterapista: Stefano Venturi
- Medico sociale: Beatrice Leone
- Match analyst: Claudio Taglialegne

## Rosa
Rosa, ruoli e numeri di maglia come da sito ufficiale.
| N. |                        | Ruolo | Calciatrice        |
| -- | ---------------------- | ----- | ------------------ |
| 1  | Italia (bandiera)      | P     | Alessia Capelletti |
| 3  | Italia (bandiera)      | D     | Lucia Di Guglielmo |
| 4  | Italia (bandiera)      | D     | Margherita Brscic  |
| 5  | Italia (bandiera)      | D     | Marta Varriale     |
| 6  | Paesi Bassi (bandiera) | C     | Anna Knol          |
| 7  | Italia (bandiera)      | C     | Cecilia Prugna     |
| 8  | Italia (bandiera)      | D     | Nicole Fabbroni    |
| 9  | Italia (bandiera)      | A     | Elisa Polli        |
| 10 | Italia (bandiera)      | C     | Norma Cinotti      |
| 11 | Italia (bandiera)      | C     | Silvia Leonessi    |
| 11 | Italia (bandiera)      | A     | Angela Caloia      |
| 13 | Italia (bandiera)      | P     | Noemi Fedele       |
| 14 | Italia (bandiera)      | D     | Aurora De Rita     |

| N. |                        | Ruolo | Calciatrice        |
| -- | ---------------------- | ----- | ------------------ |
| 17 | Italia (bandiera)      | A     | Arianna Acuti      |
| 18 | Italia (bandiera)      | A     | Benedetta Glionna  |
| 19 | Paesi Bassi (bandiera) | A     | Chanté Dompig      |
| 20 | Italia (bandiera)      | D     | Gloria Giatras Zoi |
| 27 | Italia (bandiera)      | D     | Eleonora Binazzi   |
| 23 | Italia (bandiera)      | C     | Melissa Bellucci   |
| 24 | Italia (bandiera)      | D     | Martina Toniolo    |
| 29 | Italia (bandiera)      | C     | Marta Morreale     |
| 30 | Italia (bandiera)      | A     | Morena Iannazzo    |
| 38 | Italia (bandiera)      | A     | Matilde De Matteis |
| 44 | Italia (bandiera)      | A     | Giorgia Miotto     |
| 55 | Italia (bandiera)      | D     | Ludovica Nicolini  |
| 77 | Italia (bandiera)      | P     | Francesca Fabiano  |

## Calciomercato

### Sessione estiva
| Acquisti | Acquisti           | Acquisti   | Acquisti    |
| R.       | Nome               | da         | Modalità    |
| -------- | ------------------ | ---------- | ----------- |
| P        | Alessia Capelletti | Tavagnacco | definitivo  |
| P        | Noemi Fedele       | Fiorentina | in prestito |
| D        | Eleonora Binazzi   | Fiorentina | definitivo  |
| D        | Margherita Brscic  | Juventus   | in prestito |
| D        | Martina Toniolo    | Juventus   | in prestito |
| C        | Melissa Bellucci   | Juventus   | in prestito |
| C        | Anna Knol          | VV Alkmaar | definitivo  |
| C        | Silvia Leonessi    |            | definitivo  |
| C        | Marta Morreale     | Fiorentina | in prestito |
| A        | Benedetta Glionna  | Juventus   | in prestito |
| A        | Chanté Dompig      | VV Alkmaar | definitivo  |
| A        | Giorgia Miotto     | Tavagnacco | definitivo  |
| A        | Elisa Polli        | Tavagnacco | definitivo  |

| Cessioni | Cessioni            | Cessioni | Cessioni      |
| R.       | Nome                | a        | Modalità      |
| -------- | ------------------- | -------- | ------------- |
| P        | Rachele Baldi       | Roma     | svincolata    |
| P        | Alice Lugli         | Sassuolo | fine prestito |
| D        | Paola Boglioni      | Juventus | fine prestito |
| D        | Emily Jayne Garnier |          | svincolata    |
| D        | Maria Palama        |          | svincolata    |
| D        | Simona Parrini      |          | svincolata    |
| C        | Elisa Caucci        |          | svincolata    |
| C        | Giulia Cotrer       |          | svincolata    |
| C        | Giorgia De Vecchis  |          | svincolata    |
| C        | Giada Morucci       | Ravenna  | in prestito   |
| C        | Flaminia Simonetti  | Roma     | fine prestito |
| A        | Federica Anghileri  | Juventus | fine prestito |
| A        | Jenny Hjohlman      | Napoli   | svincolata    |
| A        | Giulia Mastalli     |          | svincolata    |
| A        | Vårin Ness          |          | svincolata    |
| A        | Francesca Papaleo   |          | svincolata    |

### Operazioni successive alla sessione estiva
| Acquisti | Acquisti      | Acquisti | Acquisti |
| R.       | Nome          | da       | Modalità |
| -------- | ------------- | -------- | -------- |
| A        | Angela Caloia | Stjarnan | [ 22 ]   |

| Cessioni | Cessioni        | Cessioni      | Cessioni    |
| R.       | Nome            | a             | Modalità    |
| -------- | --------------- | ------------- | ----------- |
| D        | Marta Varriale  | Riozzese Como | [ 23 ]      |
| C        | Silvia Leonessi | Arezzo        | in prestito |
| P        | Serena Boaglio  | Napoli        | [ 25 ]      |

## Risultati

### Serie A

#### Girone di andata
| Arbitro: | Giaccaglia (Jesi) |

| |           |  |
| Polli 9’, 33’, 36’ Prugna 13’ (rig.) Cinotti 40’ Glionna 49’ (rig.), 64’ Dompig 63’ Leonessi 80’, 83’ | Marcatori |  |

| Arbitro: | Nicolini (Brescia) |

|                                                    |           |                                       |
| Bonansea 13’, 54’ Girelli 58’ (rig.), 90+3’ (rig.) | Marcatori | 37’ Acuti 52’ Polli 85’ (rig.) Prugna |

| Arbitro: | Maggio (Lodi) |

|                                        |           |  |
| Prugna 50’ (rig.) Glionna 90+6’ (rig.) | Marcatori |  |

| Arbitro: | Miele (Nola) |

|  |           |                                 |
|  | Marcatori | 20’ De Rita 45’ Polli 89’ Acuti |

| Arbitro: | Maranesi (Ciampino) |

|  |           |                                            |
|  | Marcatori | 23’ Jane 81’ Giacinti 90+1’ Tucceri Cimini |

| Arbitro: | Scarpa (Collegno) |

|             |           |  |
| Cinotti 84’ | Marcatori |  |

| Arbitro: | Marotta (Sapri) |

|                         |           |           |
| Pugnali 57’ Cantore 60’ | Marcatori | 9’ Prugna |

| Arbitro: | Scatena (Avezzano) |

|                   |           |               |
| Prugna 58’ (rig.) | Marcatori | 51’ Marinelli |

| Arbitro: | Bitonti (Bologna) |

|             |           |                       |
| Nichele 40’ | Marcatori | 36’ Polli 83’ Cinotti |

| Arbitro: | Giordano (Novara) |

|             |           |         |
| Glionna 63’ | Marcatori | 48’ Kim |

| Arbitro: | Kumara (Verona) |

|                                           |           |  |
| Dubcová 4’ Pirone 41’ Monterubbiano 90+5’ | Marcatori |  |

#### Girone di ritorno
| Arbitro: | Caldera (Como) |

|              |           |                                                |
| Barbieri 35’ | Marcatori | 18’ Polli 25’ Cinotti 41’ Dompig 45+3’ Glionna |

| Arbitro: | Di Graci (Como) |

|  |           |                             |
|  | Marcatori | 27’, 63’ Girelli 57’ Hurtig |

| Arbitro: | Calzavara (Varese) |

|                          |           |  |
| Lázaro 42’ Giugliano 80’ | Marcatori |  |

| Arbitro: | Ancora (Roma 1) |

|                                   |           |                       |
| Dompig 47’ Caloia 50’ Cinotti 70’ | Marcatori | 87’ (rig.) Carravetta |

| Arbitro: | Perri (Roma 1) |

|           |           |  |
| Dowie 63’ | Marcatori |  |

| Arbitro: | Taricone (Perugia) |

|                                      |           |                                   |
| Cafferata 30’ Huchet 36’ (rig.), 69’ | Marcatori | 7’ Prugna 12’ Glionna 84’ Cinotti |

| Arbitro: | Rinaldi (Bassano del Grappa) |

|                                                            |           |                  |
| Caloia 4’ Dompig 25’, 56’ Glionna 62’ Miotto 75’ Acuti 89’ | Marcatori | 52’, 66’ Cantore |

| Arbitro: | Milone (Taurianova) |

|                                |           |                               |
| Debever 27’ Marinelli 50’, 62’ | Marcatori | 77’ Prugna 86’ Acuti 89’ Knol |

| Arbitro: | Caldera (Como) |

|                  |           |           |
| Glionna 18’, 27’ | Marcatori | 72’ Mella |

| Arbitro: | Marotta (Sapri) |

|                               |           |                   |
| Zanoli 9’ Sabatino 35’ (rig.) | Marcatori | 28’ (rig.) Prugna |

| Arbitro: | Giaccaglia (Jesi) |

|             |           |                                                                      |
| Glionna 11’ | Marcatori | 3’ Tomaselli 16’ Filangeri 48’, 56’ Bugeja 71’ Ferrato 77’ Cambiaghi |

### Coppa Italia
| Arbitro: | Gasperotti (Rovereto) |

|  |           |                                      |
|  | Marcatori | 9’ Prugna 38’ Dompig 44’, 45’ Caloia |

| Arbitro: | Stabile (Padova) |

|                          |           |                                         |
| Morucci 6’ Marengoni 60’ | Marcatori | 23’, 67’ Glionna 43’ Miotto 88’ Cinotti |

| Arbitro: | Cascone (Nocera Inferiore) |

|                                  |           |                                                              |
| Glionna 37’, 44’, 49’ Dompig 75’ | Marcatori | 41’ Boattin 68’ Zamanian 77’ Stašková 78’ Girelli 87’ Salvai |

| Arbitro: | Perenzoni (Rovereto) |

|                                                                |           |  |
| Bonansea 20’ Girelli 30’ (rig.) Sembrant 60’ Stašková 80’, 89’ | Marcatori |  |

## Statistiche

### Statistiche di squadra
| Competizione | Punti | In casa | In casa | In casa | In casa | In casa | In casa | In trasferta | In trasferta | In trasferta | In trasferta | In trasferta | In trasferta | Totale | Totale | Totale | Totale | Totale | Totale | DR |
| Competizione | Punti | G       | V       | N       | P       | Gf      | Gs      | G            | V            | N            | P            | Gf           | Gs           | G      | V      | N      | P      | Gf     | Gs     | DR |
| ------------ | ----- | ------- | ------- | ------- | ------- | ------- | ------- | ------------ | ------------ | ------------ | ------------ | ------------ | ------------ | ------ | ------ | ------ | ------ | ------ | ------ | -- |
| Serie A      | 31    | 11      | 6       | 2       | 3       | 27      | 18      | 11           | 3            | 2            | 6            | 20           | 22           | 22     | 9      | 4      | 9      | 47     | 40     | +7 |
| Coppa Italia | -     | 1       | 0       | 0       | 1       | 4       | 5       | 3            | 2            | 0            | 1            | 8            | 7            | 4      | 2      | 0      | 2      | 12     | 12     | 0  |
| Totale       | -     | 12      | 6       | 2       | 4       | 31      | 23      | 14           | 5            | 2            | 7            | 28           | 29           | 26     | 11     | 4      | 11     | 59     | 52     | +7 |

### Andamento in campionato
| Giornata  | 1 | 2 | 3 | 4 | 5 | 6 | 7 | 8 | 9 | 10 | 11 | 12 | 13 | 14 | 15 | 16 | 17 | 18 | 19 | 20 | 21 | 22 |
| --------- | - | - | - | - | - | - | - | - | - | -- | -- | -- | -- | -- | -- | -- | -- | -- | -- | -- | -- | -- |
| Luogo     | T | C | T | C | T | T | C | T | C | C  | T  | C  | T  | C  | T  | C  | C  | T  | C  | T  | T  | C  |
| Risultato | V | P | V | V | P | V | P | N | V | N  | P  | V  | P  | P  | V  | P  | N  | V  | N  | V  | P  | P  |
| Posizione | 1 | 6 | 5 | 3 | 4 | 4 | 4 | 4 | 4 | 4  | 4  | 4  | 6  | 7  | 5  | 5  | 6  | 5  | 6  | 6  | 6  | 6  |

Legenda:

Luogo: C = Casa; T = Trasferta. Risultato: V = Vittoria; N = Pareggio; P = Sconfitta.

### Statistiche delle giocatrici
| Giocatore       | Serie A  | Serie A | Serie A     | Serie A    | Coppa Italia | Coppa Italia | Coppa Italia | Coppa Italia | Totale   | Totale | Totale      | Totale     |
| Giocatore       | Presenze | Reti    | Ammonizioni | Espulsioni | Presenze     | Reti         | Ammonizioni  | Espulsioni   | Presenze | Reti   | Ammonizioni | Espulsioni |
| --------------- | -------- | ------- | ----------- | ---------- | ------------ | ------------ | ------------ | ------------ | -------- | ------ | ----------- | ---------- |
| A. Acuti        | 22       | 4       | 2           | 0          | 3            | 0            | 0            | 0            | 25       | 4      | 2           | 0          |
| M. Bellucci     | 19       | 0       | 6           | 1          | 4            | 0            | 1            | 0            | 23       | 0      | 7           | 1          |
| E. Binazzi      | 15       | 0       | 7           | 0          | 0            | 0            | 0            | 0            | 15       | 0      | 7           | 0          |
| M. Brscic       | 10       | 0       | 0           | 0          | 3            | 0            | 0            | 0            | 13       | 0      | 0           | 0          |
| A. Caloia       | 14       | 2       | 1           | 0          | 2            | 2            | 0            | 0            | 16       | 4      | 1           | 0          |
| A. Capelletti   | 16       | -27     | 3           | 0          | 0            | 0            | 0            | 0            | 16       | -27    | 3           | 0          |
| N. Cinotti      | 22       | 6       | 1           | 0          | 4            | 1            | 0            | 0            | 26       | 7      | 1           | 0          |
| M. De Matteis   | 0        | 0       | 0           | 0          | -            | -            | -            | -            | 0        | 0      | 0           | 0          |
| A. De Rita      | 17       | 1       | 0           | 0          | 4            | 0            | 0            | 0            | 21       | 1      | 0           | 0          |
| L. Di Guglielmo | 21       | 0       | 5           | 0          | 4            | 0            | 0            | 0            | 25       | 0      | 5           | 0          |
| C. Dompig       | 18       | 5       | 1           | 0          | 4            | 2            | 0            | 0            | 22       | 7      | 1           | 0          |
| F. Fabiano      | 1        | -6      | 0           | 0          | 0            | 0            | 0            | 0            | 1        | -6     | 0           | 0          |
| N. Fabbroni     | 1        | 0       | 0           | 0          | 1            | 0            | 0            | 0            | 2        | 0      | 0           | 0          |
| N. Fedele       | 5        | -7      | 0           | 0          | 4            | -12          | 0            | 0            | 9        | -19    | 0           | 0          |
| G. Giatras Zoi  | 17       | 0       | 3           | 0          | 3            | 0            | 0            | 0            | 20       | 0      | 3           | 0          |
| B. Glionna      | 18       | 10      | 0           | 0          | 3            | 5            | 0            | 0            | 21       | 15     | 0           | 0          |
| M. Iannazzo     | 9        | 0       | 1           | 0          | 2            | 0            | 0            | 0            | 11       | 0      | 1           | 0          |
| A. Knol         | 13       | 1       | 0           | 0          | 4            | 0            | 0            | 0            | 17       | 1      | 0           | 0          |
| S. Leonessi     | 1        | 2       | 0           | 0          | -            | -            | -            | -            | 1        | 2      | 0           | 0          |
| G. Miotto       | 15       | 1       | 0           | 0          | 3            | 1            | 0            | 0            | 18       | 2      | 0           | 0          |
| M. Morreale     | 11       | 0       | 0           | 0          | 3            | 0            | 0            | 0            | 14       | 0      | 0           | 0          |
| L. Nicolini     | 1        | 0       | 0           | 0          | -            | -            | -            | -            | 1        | 0      | 0           | 0          |
| E. Polli        | 13       | 7       | 3           | 0          | 3            | 0            | 2            | 0            | 16       | 7      | 5           | 0          |
| C. Prugna       | 22       | 8       | 5           | 0          | 3            | 1            | 0            | 0            | 25       | 9      | 5           | 0          |
| M. Toniolo      | 13       | 0       | 0           | 0          | 2            | 0            | 0            | 0            | 15       | 0      | 0           | 0          |
| M. Varriale     | 0        | 0       | 0           | 0          | -            | -            | -            | -            | 0        | 0      | 0           | 0          |